# Narodowość śląska

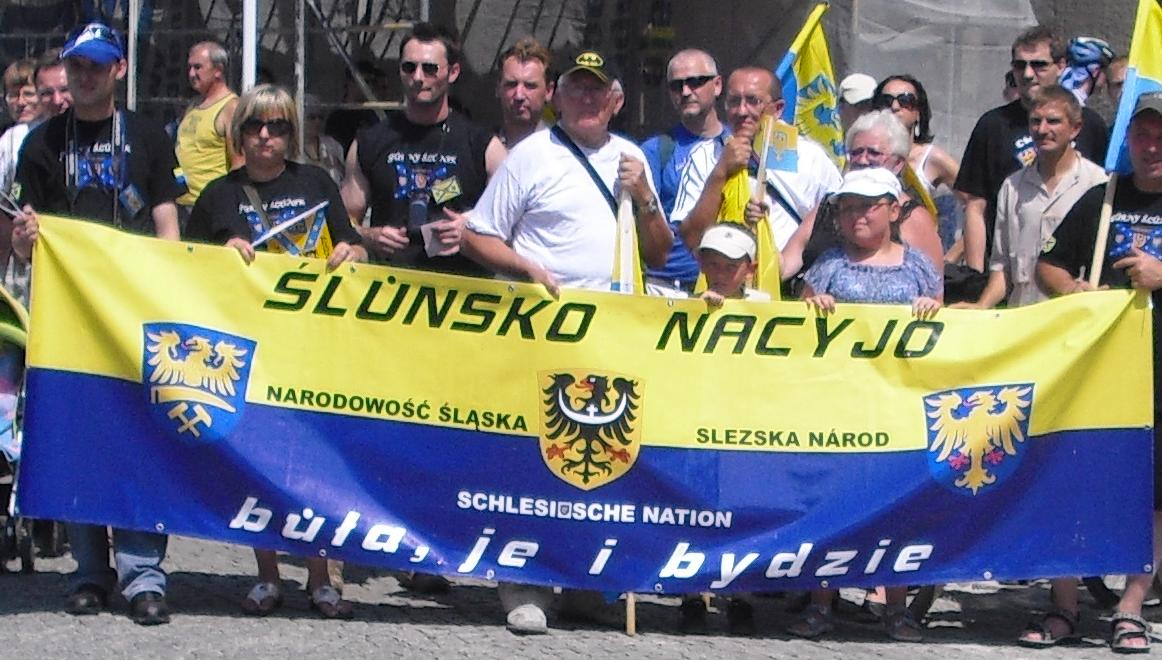
„Ślůnsko nacyjo bůła, je i bydzie” – transparent niesiony na III Marszu Autonomii, 18 lipca 2009, Katowice

Narodowość śląska – według zwolenników tezy o istnieniu narodowości śląskiej, to narodowość zamieszkała głównie na Górnym Śląsku, odrębna od innych narodowości w tym polskiej, niemieckiej, czeskiej i słowackiej, posiadająca odmienną kulturę, historię i język. Według przeciwników tezy o istnieniu narodowości śląskiej deklarowanie tej narodowości jest zjawiskiem społecznym, będącym rodzajem protestu przeciwko warunkom bytowym i kondycji ekonomicznej Górnego Śląska.
Narodowość śląska nie jest uznawana przez żadne państwo. Polski Sąd Najwyższy w 1998 r. i w 2007 r. przyjął, że w powszechnej ocenie społecznej Ślązacy nie są uważani za odrębną grupę narodową. Skargę na postanowienie z 1998 r. oddalił Europejski Trybunał Praw Człowieka w 2004 r., nie zajmując stanowiska w sprawie istnienia lub nieistnienia narodowości śląskiej
W 2006 r. Sąd Okręgowy w Katowicach stwierdził, że nie jest wystarczające dla przyjęcia istnienia odrębnego narodu śląskiego i narodowości śląskiej – samo wewnętrzne przekonanie o tym grupy ludzi, czy nawet deklarowanie takiej narodowości w spisach powszechnych. Przedstawił pogląd, że naród śląski (narodowość śląska) nie istnieje w powszechnej świadomości ani też w aktach prawnych, a postrzeganie odrębności Ślązaków (językowe, obyczajowe) wiąże się raczej z historycznymi regionami (Górny Śląsk, Dolny Śląsk, Śląsk Cieszyński) kraju, a nie z istnieniem narodu śląskiego. Zdanie to zaaprobował Sąd Najwyższy w 2007 r.
W 2008 r. prowadzone były dyskusje nad ewentualnym uwzględnieniem Ślązaków w ustawie o mniejszościach narodowych i etnicznych oraz o języku regionalnym, jednak nie jako mniejszość narodową, tylko albo jako mniejszość etniczną, albo jako społeczność posługującą się językiem regionalnym. Według śląskich przeciwników uznania narodowości uznanie języka śląskiego ma podtekst polityczny, ponieważ może stanowić przesłankę do uznania w przyszłości Ślązaków jako mniejszość narodową.

## Organizacje
Organizacją dążącą do uznania narodowości śląskiej jest Ruch Autonomii Śląska, którego celem jest utworzenie regionu autonomicznego, w historycznych granicach Górnego Śląska, bez Żywiecczyzny, Częstochowy i części Zagłębia Dąbrowskiego, który nawiązywałby do przedwojennej autonomii województwa śląskiego. W celu rozbudzania i ugruntowywania świadomości narodowej Ślązaków działa także tzw. „Związek Ludności Narodowości Śląskiej”, który od 1996 roku ubiegał się o zarejestrowanie jako stowarzyszenie.
Pierwszym wpisanym do rejestru stowarzyszeniem odwołującym się wprost do śląskiej tożsamości narodowej jest Stowarzyszenie Osób Narodowości Śląskiej. Wpisu dokonał w dniu 21 grudnia 2011 Sąd Rejonowy w Opolu. Jednakże Sąd Najwyższy uchylił postanowienie oddalające apelację od postanowienia o wpisie i przekazał sprawę do ponownego rozpoznania apelacji.

## Dane statystyczne

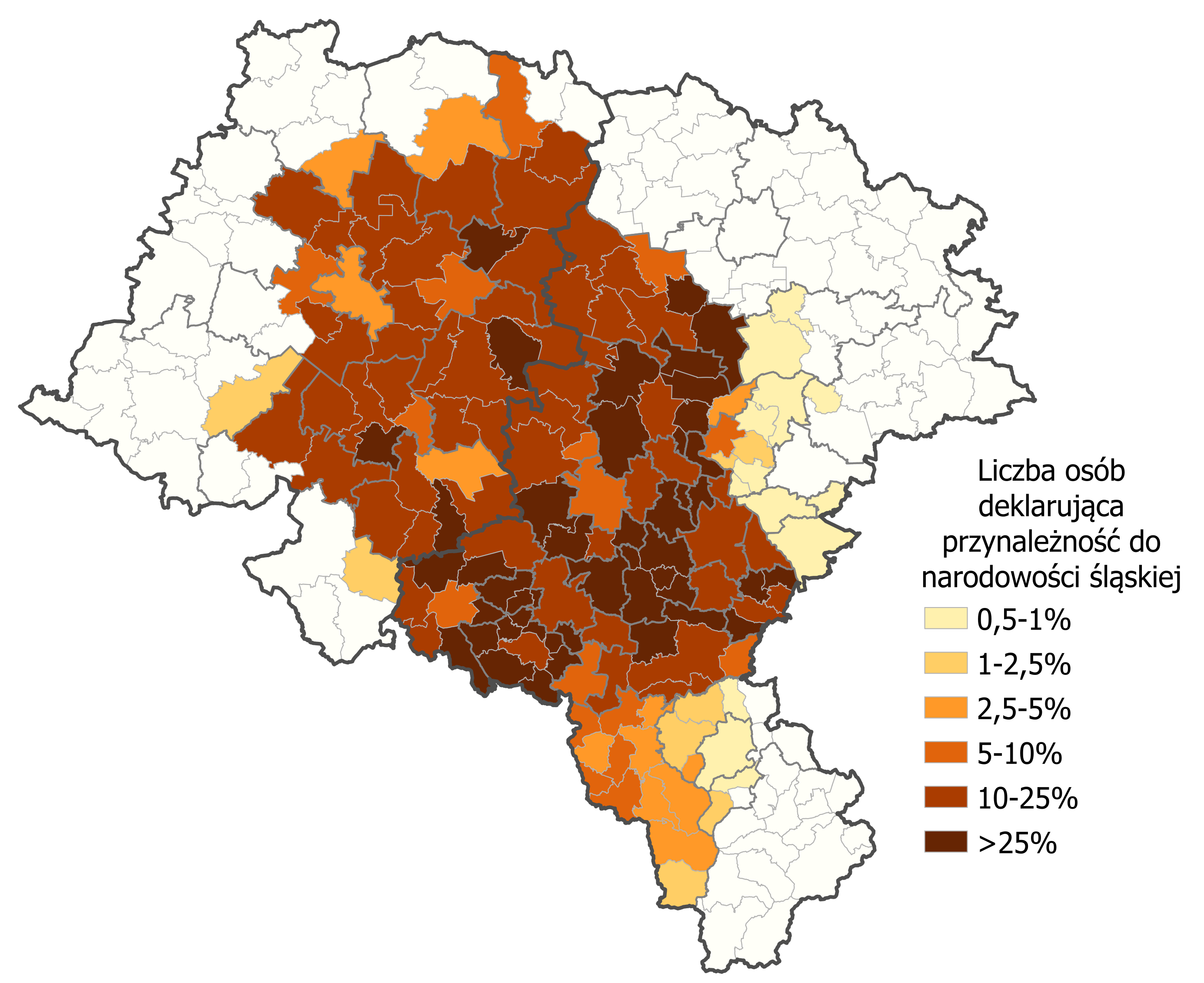
Odsetek osób deklarujących narodowość śląską w gminach województwa opolskiego i śląskiego według danych ze spisu powszechnego z 2021

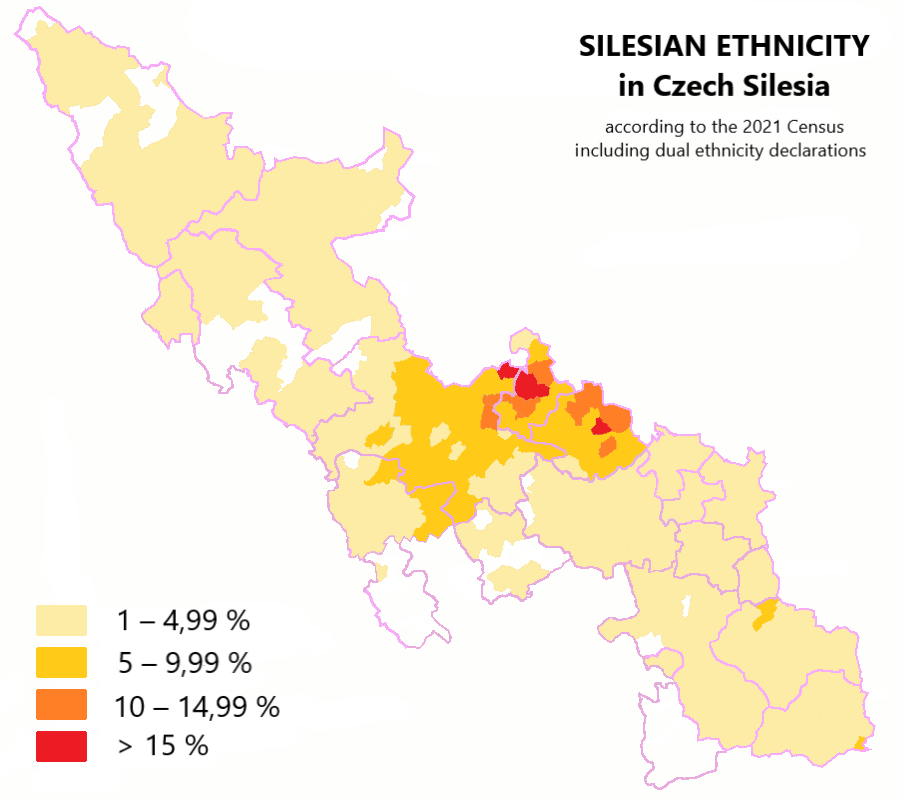
Odsetek deklarujących narodowość śląską na czeskim Śląsku w 2021

W 1991 r. podczas czechosłowackiego spisu powszechnego narodowość śląską w Czechach zadeklarowało 44 446 osób.
W 1991 r. na Słowacji deklarowano narodowość śląską, jednakże dane statystyczne podane są łącznie dla Ślązaków i Morawian, tj. ogółem 6361 osób.
Podczas Narodowego Spisu Powszechnego, który odbył się w Polsce w 2002 roku, narodowość śląską zadeklarowały 173 153 osoby, w tym 148,5 tys. mieszkańców województwa śląskiego i 24,2 tys. osób w województwie opolskim. W 2002 r. na obszarze polskiej części Śląska Cieszyńskiego (powiat cieszyński, powiat bielski, Bielsko-Biała) narodowość śląską zadeklarowało 1045 osób.
Dane z 2002 roku uważane były za zaniżone m.in. przez Ruch Autonomii Śląska, który ocenił, że wyniki Narodowego Spisu Powszechnego w 2002 r. nie pokrywały się z rzeczywistością i nie dostarczały pełnego obrazu sytuacji narodowości śląskiej w Polsce. RAŚ przedstawiał, iż miały miejsce przypadki odmowy wpisu do formularzy narodowości śląskiej przez rachmistrzów, a także sami rachmistrze już w trakcie szkoleń nakłaniani byli bądź do zmiany narodowości śląskiej na polską, bądź do sugerowania ludziom, aby ci nie deklarowali narodowości śląskiej.
O przypadkach nierzetelności rachmistrzów podczas Narodowego Spisu Powszechnego w 2002 r. donosili także przedstawiciele Związku Ukraińców w Polsce oraz przewodniczący Zjednoczenia Łemków.
W 2011 r. podczas polskiego Narodowego Spisu Powszechnego narodowość śląską zadeklarowało 847 000 osób, w tym 376 tys. osób zadeklarowało ją jako jedyną narodowość, 436 tys. osób jako identyfikację pierwszą, a 411 tys. jako identyfikację drugą.
W 2021 r. podczas polskiego Narodowego Spisu Powszechnego śląską identyfikację narodowo-etniczną zadeklarowało 596 224, w tym 236 588 osób jako identyfikację pierwszą, a 359 636 jako identyfikację drugą.
W czeskim spisie powszechnym w 2011 narodowość śląską zadeklarowało 12 231 osób, z tego najwięcej w kraju morawsko-śląskim – 11 317. W 2001 r. w czeskim spisie powszechnym narodowość śląską zadeklarowało 10 878 obywateli Czech, w tym 9753 mieszkańców kraju morawsko-śląskiego. Najwięcej deklaracji narodowości śląskiej w 2001 r. miało miejsce w powiecie Opawa, tj. 4486 osób obywateli Czech. Gabriela Šamanová z Akademii Nauk Republiki Czeskiej względem spisu z 1991 r. ocenia, że świadomość narodowości śląskiej istotnie się zmniejszyła i znaczna część Ślązaków zadeklarowała w 2001 r. narodowość czeską.
Podczas spisu powszechnego w Czechach w 2021 narodowość śląską zadeklarowało 31 301 osób, z tego 12 451 jako jedyną. Na obszarze historycznego Śląska mieszkało 27 218 z nich (11 193 licząc wyłącznie deklaracje pojedyncze), co stanowiło 2,67% mieszkańców regionu (1,09% licząc wyłącznie deklaracje pojedyncze). Najwięcej zadeklarowanych Ślązaków mieszkało na ziemi hulczyńskiej (6291 osób stanowiących 9,70% populacji), gdzie znajdowały się też jedyne miejscowości, gdzie liczba śląskich deklaracji narodowościowych przekroczyła 15%: Darkovice (18,59%), Kobeřice (16,13%) i Hněvošice (16,02%). W liczbach bezwzględnych gminami o największej liczbie Ślązaków były miasta Ostrawa (3173 osoby), Opawa (2989 osób) i Trzyniec (1154 osoby).

## Historia

### Do II wojny światowej
Pierwsza znana wzmianka o narodzie śląskim pochodzi z 1554 roku, gdzie w Kosmografii czeskiej Zygmunta z Puchova nazwano miasto Wrocław stolicą narodu śląskiego.
Hasło stworzenia organizacji – Ligi Śląskiej, której członkowie mieli „popierać narodowość śląską” po raz pierwszy zostało wysunięte publicznie na fali Wiosny Ludów. Jego autorem był malarz i poeta Jan Gajda, który opublikował swą „Odezwę do ludu górnośląskiego” 7 kwietnia 1849 roku na łamach polskojęzycznego „Dziennika Górnośląskiego” w Bytomiu. Później hasła narodowości śląskiej pojawiały się zarówno na terenie pruskiego Górnego Śląska, jak również Śląska Austriackiego, lecz do roku 1908 nic z nich nie wynikało.
Próby tworzenia śląskiej świadomości narodowej można udokumentować począwszy od działalności Józefa Kożdonia oraz powstania Śląskiej Partii Ludowej, działającej na terenie Śląska Cieszyńskiego od 1909, pierwotnie w granicach Austro-Węgier, a po podziale Śląska Cieszyńskiego w granicach Czechosłowacji od 1921. Podczas międzynarodowych rozmów o przyszłości Śląska Kożdoń postulował utworzenie niepodległego państwa śląskiego, później zabiegał o dodanie trzeciej opcji – niepodległości – w planowanym, lecz ostatecznie nie odbytym, plebiscycie na Śląsku Cieszyńskim. Pomysły te, choć początkowo spotkały się z zainteresowaniem Komisji Międzysojuszniczej, upadły na skutek protestu francuskiego premiera Georges Clemenceau oraz przedstawiciela Francji – Grenarda. Ówczesna liczba członków (stworzony przez Kożdonia, jako partyjne zaplecze – apolityczny Związek Ślązaków liczył wówczas 52 tys. członków) oraz sympatyków ugrupowania Kożdonia, szacowana była na około 100 tys. (zobacz też: Śląska Partia Ludowa i Józef Kożdoń), co stanowiło 1/3 wszystkich dorosłych mieszkańców tego terenu. W kwestiach związanych z niepodległością całego Górnego Śląska, Śląska Partia Ludowa współpracowała z Ewaldem Lataczem, liderem Związku Górnoślązaków, który stojąc na stanowisku odrębności narodowej Górnoślązaków, postulował utworzenie niepodległej, neutralnej Republiki Górnośląskiej na wzór Szwajcarii i Belgii, osiągając w roku 1921 liczbę około pół miliona członków (niemal połowa dorosłych mieszkańców).
W grudniu 1918 roku m.in. w centralnej i północnej części Górnego Śląska (powiaty: gliwicki, tarnogórski i lubliniecki) kolportowano niepodpisane ulotki, będące jak dziś wiadomo dziełem rybnickiego, tajnego Komitetu Górnośląskiego (prekursora Związku Górnoślązaków), który w języku polskim i niemieckim, wzywał do ustanowienia samodzielnej Republiki Górnośląskiej. Przedstawiano w nich zarówno Polaków jak i Niemców jako zainteresowanych jedynie eksploatacją śląskich bogactw i wyzyskiem Ślązaków, odwoływano się też do przywiązania Ślązaków do Kościoła katolickiego, podkreślając antyklerykalne zapędy ówczesnych władz tak polskich jak i niemieckich. Ulotki te zostały skomentowane przez prasę ukazującą się w języku polskim jako prowokacja niemiecka, Niemcy natomiast oskarżali o prowokację Polaków.
W okresie międzywojennym, uznania narodowości śląskiej, jako mniejszości narodowej lub etnicznej, domagał się działający w latach 1925-1934 w granicach Polski, Związek Obrony Górnoślązaków, posiadający ok. 10 000 członków i zwolenników.
Podobne zdanie prezentował warszawski slawista Jan Niecisław Baudouin de Courtenay, który krytykował polonizację Kaszubów, Ślązaków i Białorusinów, porównując ją z rusyfikacją Polaków przez władze carskie.
Według Wojciecha Korfantego, w okresie międzywojennym 1/3 ludności w polskiej części Górnego Śląska nie miała skrystalizowanej świadomości polskiej lub niemieckiej i określała się po prostu jako Ślązacy. Niektórzy, którzy wcześniej popierali Polskę, rozczarowani polityką polskich władz nierzadko akcentowali swoją śląskość lub niemieckość.
Natomiast o sytuacji w niemieckiej części Górnego Śląska w okresie międzywojennym donosił polski konsul w Bytomiu – Aleksander Szczepański, który w swym raporcie dla władz Rzeczypospolitej Polskiej, stwierdził: „daje się tu zauważyć wzmożenie się pojęcia „Górnoślązak” jako narodowość”.

### Po 1939
W spisie w roku 1940 w rejencji katowickiej prowincji Śląsk narodowość śląską zadeklarowało 157 057 osób (6,78%), natomiast język śląski – 288 445 (12,45%). Jednak w spisie tym „narodowość ślązacką” (Slonzaken Volk) można było deklarować wyłącznie na terenie Śląska Cieszyńskiego, natomiast około 400-500 tys. respondentów z dawnego pruskiego Górnego Śląska, którzy w rubryce narodowość podali „Górnoślązak” (Oberschlesier) przypisano do kategorii: narodowość niemiecka. Podzielono również kategorię językową, cieszyńscy Ślązacy mogli deklarować język „ślązacki” (Slonzakisch) – 184 tys. deklaracji, a Górnoślązacy – język „wasserpolnisch” (co w oczywisty sposób miało zniechęcać i zniechęcało do takiej deklaracji) – zaledwie 104 tys..
Podczas II wojny światowej i w czasach PRL z przyczyn politycznych nie była możliwa działalność organizacji głoszących odrębność narodową Ślązaków. Z jednej strony część działaczy ŚPL, w tym Kożdoń, była po zakończeniu wojny oskarżana przez władze komunistyczne o kolaborację z hitleryzmem. Z drugiej strony sam Kożdoń w 1944 roku za zgodą Adolfa Hitlera otrzymał tytuł honorowego obywatela Cieszyna „za zasługi dla niemczyzny”, a po zakończeniu wojny uniknął procesu za kolaborację dzięki czeskim narodowym socjalistom.

Również po zakończeniu wojny dostrzegano odrębność narodową Ślązaków. W sporządzonej przez polskie władze wiosną 1945 roku ankiecie ludności 

pokaźną grupę stanowiły osoby wpisujące do ankiety narodowość górnośląską (w Zabrzu 22%) […] Według raportu milicji strzeleckiej aż 50% ludności miejscowej uważało siebie za Górnoślązaków, czyli ani Niemców, ani Polaków […] Z Opola informowano, że: Ludność miejscowa bezwiednie nieraz akcentuje, że czuje się nie Polakami, a tylko Ślązakami. Określenie „Polak” stosuje tylko w odniesieniu do ludności napływowej

.
Ówczesne władze polskie identyfikowały regionalizm z separatyzmem i obawiały się wykorzystania go na spodziewanej niedługo międzynarodowej konferencji pokojowej. Już od 1945 władze polskie starały się unikać określeń „Polak i Ślązak”, używanych dla przeciwstawiania sobie ludności napływowej i miejscowej. Wojewoda Aleksander Zawadzki na odbytym w maju 1945 posiedzeniu Wojewódzkiej Rady Narodowej w Katowicach stwierdził, że na zawsze skończył się sławetnej pamięci okres separowania Ślązaków od reszty Polski, traktowania Ślązaków jako narodowość odrębną, pośrednią między Polakami a Niemcami.

### III Rzeczpospolita
Sprawa narodowości śląskiej odżyła po przemianach demokratycznych 1989 roku. W styczniu 1990 powstał Ruch Autonomii Śląska, domagający się przywrócenia autonomii województwu śląskiemu. Organizacja ta przed spisem powszechnym w 2002 roku przeprowadziła akcję agitacji pod hasłem „Masz prawo zadeklarować narodowość śląską”. Inną organizacją był Związek Ludności Narodowości Śląskiej, której polskie sądy odmówiły rejestracji, a Europejski Trybunał Praw Człowieka nie zakwestionował ich decyzji.
W odpowiedzi na inicjatywę powołania narodu śląskiego została powołana organizacja Ruch Obywatelski Polski Śląsk. Uważa on, że działalność RAŚ, ZLNŚ i kilku innych organizacji śląskich wpisuje się w tzw. ruch ślązakowski, który dążył przed II wojną światową do uzyskania przez Górny Śląsk państwowości. Przedstawicielem ruchu ślązakowskiego był Józef Kożdoń, który był także ideologiem narodu śląskiego.
16 maja 2012 powstała Rada Górnośląska, która obecnie zrzesza 13 śląskich organizacji:
Stowarzyszenie Osób Narodowości Śląskiej, Pro Loquela Silesiana, Tŏwarzistwo Piastowaniŏ Ślōnskij Mŏwy „Danga”, Ruch Autonomii Śląska, Ślōnskŏ Ferajna, Związek Górnośląski, Związek Ślązaków, Stowarzyszenie „Silesia Schola”, Przymierze Śląskie, Fundacja Silesia, Nasz Wspólny Śląski Dom, Niemiecka Wspólnota „Pojednanie i Przyszłość”, Initiative für kulturelle Autonomie Schlesiens e.V..
Skupia ona organizacje, które adekwatnie do swoich obszarów działania popierają lub akceptują następujące cele:
- formalne uznanie narodowości śląskiej, jako mniejszości etnicznej, przez organy Rzeczypospolitej Polskiej,
- uznanie języka śląskiego (ślůnskij godki) za język regionalny,
- wprowadzenie wiedzy o regionie, jako obowiązkowego przedmiotu do szkół podstawowych i ponadpodstawowych.

Organizacje te wystosowały wspólny wniosek do premiera Donalda Tuska o podjęcie rozmów w sprawie prawnego uregulowania kwestii narodowości śląskiej i języka śląskiego. Sygnatariusze powołali się na zalecenia Komitetu Doradczego Konwencji Ramowej o Ochronie Mniejszości Narodowych Rady Europy zawarte w drugiej opinii dotyczącej Polski z 20 marca 2009, która w punktach 37 i 38 zaleca polskiemu rządowi podjęcie dialogu ze społecznością śląską oraz działania dla ochrony jej kultury, języka i tożsamości.
Według senator prof. Doroty Simonides deklaracje narodowości śląskiej podczas spisu ludności z 2002 r. nie mają związku z przynależnością narodową, ale są wyrazem protestu przeciwko brakowi zainteresowania sprawami Śląska, sprzeciwem wobec bezrobocia i zamykania kopalń.
W 2013 roku Sąd Najwyższy orzekł, że Ślązaków nie można uznać za odrębny naród i dlatego Stowarzyszenie Osób Narodowości Śląskiej nie powinno być zarejestrowane w Krajowym Rejestrze Sądowym.

## Osoby deklarujące narodowość śląską
Wśród osób deklarujących przynależność do narodowości śląskiej są:
- Wojciech Browarny[47]
- Artur Ganszyniec[48]
- Jerzy Gorzelik[49]
- Jiří Grygar[50]
- Dariusz Dyrda[51]
- Henryk Jaroszewicz[52]
- Klaudiusz Kaufmann[53]
- Tomáš Kočko (śląsko-morawska)[54]
- Łukasz Kohut[55]
- Józef Kożdoń
- Grzegorz Kulik[56]
- Arkadiusz Kuzio-Podrucki (śląsko-polska)[57]
- Alojzy Lysko[58]
- Anna Malchárková[59]
- Marcin Melon[60]
- Bernadeta Prandzioch[61]
- Jan Reginek
- Tomasz Reginek
- Andrzej Roczniok
- Zbigniew Rokita (śląsko-polska)[62]
- Monika Rosa[55]
- Joanna Rostropowicz (śląsko-niemiecka)[63]
- Jana Schlossarková[64]
- Karl Sczodrok
- Maria Szmeja[65]
- Szczepan Twardoch[66]
- Marek Jerzy Uglorz[67]
- Henryk Waniek[68]
- Dariusz Zalega (śląsko-polska)[69]